# Anastasia Bucsis
Anastasia Bucsis, née le 30 avril 1989, est une patineuse de vitesse canadienne. Elle a participé aux Jeux olympiques d'hiver de 2010 à Vancouver dans l'épreuve du 500 m féminin. Elle a aussi participé aux Jeux olympiques d'hiver de 2014 à Sotchi. Elle a remporté la médaille d'argent au 500 m lors des Jeux du Canada d'hiver de 2007. 

## Carrière athlétique
À l'Université de Calgary, Anastasia suivait des cours de communication et culture lorsqu'elle a été sélectionnée pour représenter le Canada en patinage de vitesse à l'Universiade d'hiver de 2009. À partir de 2011, elle fit trois apparitions consécutives aux Championnats du monde simple distance de patinage de vitesse. Elle s'est retirée du patinage de vitesse le 10 avril 2017 à cause d'une blessure sérieuse au genou.

## Vie personnelle
Anastasia s'est publiquement déclarée lesbienne en 2013 lors de la parade Calgary Pride (en). Elle a également participé à cette même parade en 2014 et a fait beaucoup au sein de la communauté LGBTQ afin de lutter contre l'homophobie dans le sport.
En juin 2014, sa relation avec Charline Labonté, la gardienne de but de l'équipe du Canada de hockey sur glace féminin quatre fois médaillée aux Jeux d'hiver, est rendue publique .

## Récompenses
- Jeux du Canada d'hiver de 2007, médaille d'argent au 500 m de patinage de vitesse